# 超能力大戰 ～Psychic Force～
《超能力大戰》，是日本株式會社太東所開發的3D對戰格鬥類型電玩遊戲，1996年4月以大型電玩形式在日本首度亮相。太東退出遊戲機遊戲的市場後，目前其遊戲的所有版權由母公司株式會社史克威爾艾尼克斯繼承。

## 作品簡介
1996年4月作為商業用（針對遊樂中心等場所）電子遊戲開啟稼動。之後，還進行了系列開發，例如版本昇級和移植到家庭用遊戲機，以及推出續篇。
角色插圖由大貫健一擔當。
雖然這款遊戲是3D對戰格鬥遊戲，但由於沒有可以深入討論的地方，因此有時會被解釋為2D對戰格鬥遊戲或對戰動作遊戲。
該遊戲曾經獲得女性、動畫迷、家庭用遊戲的客戶「當時無法去遊樂中心的客戶」的讚賞和支持，並促進了OVA和廣播劇CD等多媒體開發，吸引了「即使不花錢在遊戲身上也有很多粉絲」的支持。但是續篇《超能力大戰2012》開始稼動時，曾經發生一些「遊戲測試的實施店舗考慮到收入和客戶群的反映卻把正式導入給擱置了」的狀況。
結果，受到玩家熱烈歡迎的程度無法從收入中反映出來，成為系列展開卻比較早從市場機制淘汰的作品。

## 遊戲基本規則
本作品是一種一對一的對戰型動作遊戲，玩家必需在角色選擇畫面選出一個稱為「超能力者」的角色來擊敗對手。與當時的3D對戰格鬥遊戲不一樣的地方是，《超能力大戰》就在天空中設置了一個立體的正方體空間，讓角色只能在這個固定的區域內活動。而且在傳統操作的基礎上沒有按下即蹲下、按上即跳躍，而是上下左右在空中任意移動。
操作角色需用8向操縱桿一個和三顆按鍵。8向操縱桿用於正常移動和各種指令的輸入；1顆按鍵用於進行防禦；剩下2個用於進行攻擊（有分輕攻擊、重攻擊）及衝刺進行移動。
在每一回合的時間限制內將對手的生命值（=體力）打為零的話即可得到勝利，而搶先得到指定的勝利次數的那一方就是贏者（輸者則是直接遊戲結束）。但雙方如果在時間限制內生命值一樣的話，則會進行只有10秒鐘的驟死戰（=延長戰）。

## 共通系統
超能計量
在畫面的左右邊緣會顯示兩條垂直的計量（左端是玩家1側，右端是玩家2側），而計量上方的綠黃色條狀是角色的生命值，紫藍色條狀就是所謂的「超能計量」。
當使用一般對戰格鬥遊戲最基本的必殺技和作為強大防禦系統屏障防護等等這些超能力技時，需要消耗指定的計量值，按住3顆按鍵即可恢復計量（雖然不用按住3顆按鍵也可以恢復計量，但恢復速度比較慢）。過度使用計量的話會嚴重限制玩家的行動自由，因此，要如何正確掌握計量表的「消費」與「恢復」之間的平衡是最重要的課題。
快速衝刺
按下兩顆攻擊按鍵配8向操縱桿即可增加衝刺速度，除此之外按住兩顆攻擊按鍵即可快速衝刺接近對手。與加速移動最有關係的是，可以向對手進行弱彈進攻。此外，在快速衝刺中可以立即發出弱攻擊（從連續攻擊）、強攻擊、搶奪技（防禦+弱攻擊）。
如果對手事先在快速衝刺的射程範圍內進行射擊時，可以製造縫隙接近並攻擊對手。成為在這款使出連續技會造成高傷害的遊戲作品中，重要的攻擊手段。
超能力技
如果要使出比必殺技威力還要強大的絕招的話，需要消耗指定的超能計量來輸入固有的指令直接攻擊對手，雖然大多角色是用遠程射擊的方式來攻擊對手，但各角色還是有各自特有的招式能做出很大的變化，像有些角色也有一時可以增強自身能力來限制對手的行動自由、並立即擺脫不利局面的輔助技。此外，有些超能力技可以透過特定的時機輸入指令來改變技能的性質。
另外超能力技的指令輸入的起源於8向桿。例如，角色必殺技指令表中的「←→→+強鈕」也可以用「→←←+強鈕」或和「↑↓↓+強鈕」輸入。旋轉搖桿可以進行順時針或逆時針方向來回繞一圈。
屏障防護
強大的防禦系統是本作品的象徵之一。透過指令輸入「防禦按鍵按下同時旋轉搖桿一圈」，可以製造完全屏障來防止所有方位的攻擊。由於指令完成時會立即發動，因此不會出現破綻，而且角色也處於半無敵的狀態，但是消耗超能計量是必要的，並且部署期間超能計量也會減少。
它不僅可以有效防禦對手的攻擊，而且還可以主動使用直接擊中障礙物的方法來對抗對手角色本體的屏障。讓對手暫時無法控制（沒有損傷），並且讓玩家處於有利狀態。特別是在初代《超能力大戰》中，發現一個現象是可以在屏障上對進攻的敵人可以進行快速衝刺攻擊，來利用這種現象的強大戰術大大顛覆了戰鬥中的標準。
屏障
是角色身在一個稱為「屏障」的立體空間，原則上戰鬥中不能破壞屏障。如果直接觸摸此牆，則不會造成任何的損傷，但是玩家的角色如果被對手的攻擊擊中而觸及到屏障的話，則會遭受到損傷而且動作會變得僵硬。另一方面也會讓對手有機可乘追擊。
此外，屏障基本上是無法破壞的，但在續篇《超能力大戰2012》以降的作品中追加了當對手在特定條件下被擊敗時，則會演出「衝破屏障並飛到遠端」的效果。
連續攻擊與連續技相關規則
在短距離內進行短時間的攻擊後，玩家可以根據特定的組合方式依次輸入其他攻擊按鍵，來發出連續攻擊，即「連續技」。組合路線有多種變化（第一代中有四個，在《超能力大戰2012》中增加到六個）。此外，從特定的攻擊中，可以透過預先輸入超能力技令（特殊組合／）來取消僵化時間來使出超能力技。
如果使用此規範可將對手壓制在畫面邊緣並用「弱強→取消超能力技」等進行攻擊的話，就可以使用超能力技進行追擊，讓對手得到更大的傷害。
驟死戰
即10秒鐘的延長戰，此狀況僅在對人戰才會出現。如果玩家雙方沒有在每一回合的時間限制內獲勝，其生命值和超能計量都會歸零（在《超能力大戰2012》中變成生命值歸零，超能計量變為200％），「屏障」的立體空間也會變得比平時還要窄。
此外，在驟死賽如果沒有擊倒對手或雙方平手的話，則判定先取得一勝的玩家獲勝。因此，先在第一戰取得獲勝的一方是絕對有利的。
還有一旦有打過延長戰的話，下一次常規賽的領域就會變窄（變0.8倍寬）。
如果雙方在對人戰的每一回戰都有取得勝利的話，則比賽會強制結束。

## 續篇追加的系統
迴避屏障
《EX》以降，如果玩家在被對手的攻擊吹飛時，玩家只要輸入「左、右向+防禦按鍵」的指令可以阻止對手追擊，但需消超能計量（《EX》中為40％，《2012》中為50％）。
高壓撞擊
在《2012》和《2》以降的各種版本中，玩家只要輸入「超能撞擊（持續按住所有的按鍵）中搖桿旋轉一圈」的指令，可以用體力最大值換取超能計量最大値和攻擊強度可以提高到200%。此功能在想要使用超能力技快速解決對手時非常有用。
屏障破壞
《2012》和《2》以降，玩家可以用「搖桿對手方向+強攻撃」的指令可以進行近戰攻擊，破壞對手的屏障。此外根據角色性能的不同會有所差異，但是通常會很快發生並在前進時發動攻擊，而且縫隙很大。必須消耗50%的超能計量。
滑行衝刺
《2012》和《2》以降，可以用「左、右元素+兩顆攻擊按鍵」在對手的側面進行衝刺。而且移動速度比通常衝刺的速度還要快。此外，有時會讓角色有時間變得完全無敵。
在《2012》中，有一種稱為「SODE衝刺」的技術，它可以通過以特定方式輸入，可以在通常無法停止的位置無間隙地止住，這是上級玩家在戰鬥中必不可少的技術。
PSY衝擊
《2012》和《2》以降，玩家可以在「倒地時反複連按重攻擊或輕攻擊」，但需消耗25%的超能計量，起身時會產生衝擊波並將對手吹飛。一方面弱的版本和強的版本具有不同的性能，弱的版本較早出現，強的版本具有較寬的影響範圍。

## 系列展開
超能力大戰EX
1996年7月在日本全國各地的遊樂中心稼動開始。
初代《超能力大戰》的再升級作品，而且隱藏角色奇斯不須任何條件就可以使用。同時，從基本系統到所有角色的性能，都進行了廣泛的調整以改善遊戲的平衡性。
應當注意的是，關於屏障防護的調整已於部署期間將需消耗的超能計量降低到每秒60%（第一代的兩倍），並且在使用屏障進行防禦時，即使在被屏障阻止的時候，不只超能計量值會下降，性能也會跟著降低。但是卻添加了「迴避屏障」，通過輸入指令並且在被毆打時消耗計量可以避免被對手的通常取消的超能力技追擊。另一方面，攻擊系統有大幅的強化（例如在通常情況下，只有一次近身強攻才能防衛對手，就可以擊退對手），因此要攻擊和消滅對手更加容易，玩家只需要想一種策略來使用它。
超能力大戰
1996年10月4日發行。其遊戲移植的內容與大型電玩相同，但不一樣的是該家庭用遊戲機增加了「劇情模式」這項全新的原創模式。而劇情模式僅限1個人遊玩，並追加了每位角色在對戰前、對戰後的對話場面，及角色個人結局的對話。
動畫由Studio LIVE製作，遊戲片頭主題歌的主唱由影山浩宣擔當，並追加了改編BGM。
超能力方塊大戰
1997年10月2日發行。與TAITO的看板作《泡泡龍》系列跨部合作的作品。所有出場的角色都是與《超能力大戰》相關的角色。當玩家玩遊戲並滿足特定條件時，圖庫就會解鎖，並且還可以瀏覽隱藏的訊息，例如出現在圖庫中的下一部作品中的角色。與主線劇情相反，《超能力方塊大戰》的故事和世界觀均採用搞笑和戲仿的方式表現。還有，本作隱藏角色「鈴木正人（仮）」只在這裡登場（劇情模式不能使用），是TAITO開發《超能力大戰》期間未被採用的角色。
超能力大戰2012
1998年6月在日本全國各地的遊樂中心稼動開始。
《超能力大戰EX》的正傳續篇。原定1997年年底以前完成，因為無法趕上預期而順延半年才稼動。
該遊戲基於IBM-PC硬件平台使用的是全新的街機系統「WOLF系統」。並在先前一部作品得到反應的基礎上，增加了調整和新系統。
但由於宣傳度不佳，街機相關產品的粉絲群和客戶群之間出現了矛盾，因此成為該系列的最後一部作品。
而且「WOLF系統」是最容易故障的街機系統，因此隨著時間的流逝，稼動的狀況也愈來愈差。
2012年12月20日「NESiCA×Live」移植版稼動開始，恰巧跟本作的時代設定都是在2012年。由於內容是將街機的原始版本純粹進行移植，因此無法看到家庭用遊戲版所追加的角色或圖形。在4:3的屏幕兩邊的黑邊則用角色招式的指令表填滿。此外，標題屏幕上顯示的版權指示的年份已從「1995, 1997」更改為「1995, 2012」。
該遊戲於第12屆GAMEST大賞中曾經獲得第1名。角色插圖由逢浩司擔當。
超能力大戰2012
1999年3月4日發行。
其遊戲移植的內容與大型電玩相同，但不一樣的是該家庭用遊戲機新增加了「劇情模式」這項原創要素。但一些大型電玩版的BUG技無法再現。
超能力大戰2012
1999年由UNBALANCE發行。
它是在Dreamcast版本之後發佈的，但是沒有安裝上述Dreamcast版本中的其他元素（實際上是從街機版移植）。配置也是一個單獨的程序但效果很差（可以進行遊戲的設置和遊戲鍵的設置，但不能進行與圖形相關的設置），由於當時它有嚴格要求的操作規範，因此獲得了好評。Glide對應版（這也是日本國內PC遊戲中唯一的使用示例）與DirectX對應版的電腦程序同梱，至於安裝的方式則依環境的需求。
2001年，發佈與XP之後的操作系統（也可以在Vista/7 32位元版本上運行）相對應降低價格的“復刻版本”（上述初始版本僅適用於9x系OS）。現在版本可以進行初始版本中未包含的與圖形相關的設置，但不支持Glide（其他設置與初始版本相同）。此外還有附錄設定資料集。
超能力大戰2
1999年10月7日發行。
基於《超能力大戰2012》和PlayStation版本的原創要素再經過重製。除了常規移植版本中存在的要素（例如劇情模式和開頭動畫）外，還可以使用全新的模式「PSY-EXPAND MODE」來學習另一個角色的超能力技能。另外還加入了大型電玩版《超能力大戰2012》沒有登場的3名角色（索妮雅、布拉德、玄真；但不能使用在劇情模式）。
2008年9月10日起在PLAYSTATION Store遊戲檔案館版網路線上發佈。
超能力大戰 COMPLETE
2005年12月29日發行。
作為《超能力大戰》（無印），《2012》移植版和《2012》包括登場3人索妮雅、布拉德、玄真在內以《超能力大戰2012EX》為標題收錄。另外限定版更推出了王、艾米里歐、溫蒂的角色模型（總共4個版本，僅一套和3套）。由於所有角色在《超能力大戰》的連續攻擊之特殊功能都被刪除，兩個標題的處理都已丟失等種種原因，因此在移植度和再現度相當困難。
相關作品
作為類似的遊戲，存在著以下部分利用本作品系統的作品。
X 命運的選擇
2002年8月由萬代發行（TAITO開發）
一款基於CLAMP原作動畫《X》的世界觀的對戰格鬥遊戲。基本上內容承襲了《超能力大戰2》，但是刪除了高壓撞擊和手動控制的超能撞擊，也可以對L/R按鍵註冊一種特定技能來只要按一個鍵就可以發動，在細節上有相當大的變化。
通過玩遊戲可以累積點數並花費這些點數來解鎖各種畫廊和隱藏要素。
薔薇少女天使庭園
2007年3月由TAITO發行。
動畫《薔薇少女》遊戲化第2彈。在故事之間插入戰鬥的場景，進行角色之間的空中戰鬥，是一款對戰動作的遊戲，與《超能力大戰》都有相同的觀點。

### CD專輯
| 發行日期       | 專輯名稱                                  | 日文名稱 |
| -------------- | ----------------------------------------- | -------- |
| 1996年10月11日 | 超能力大戰 -大型電玩原聲音樂-             |          |
| 1996年11月29日 | 超能力大戰 原聲音樂                       |          |
| 1997年1月8日   | 超能力大戰 廣播劇CD                       |          |
| 1997年2月28日  | 超能力大戰 -EXTRA SONG TRACKS-            |          |
| 1997年9月25日  | 超能力方塊大戰 原聲音樂                   |          |
| 1997年10月     | 超能力大戰 原聲廣播劇CD ～希望你在身邊    |          |
| 1998年2月25日  | OVA超能力大戰 迷你專輯CD 発売             |          |
| 1998年4月11日  | 超能力大戰 廣播劇CD Vol.1                 |          |
| 1998年4月25日  | 超能力大戰 廣播劇CD Vol.2                 |          |
| 1998年5月30日  | 超能力大戰 廣播劇CD Vol.3                 |          |
| 1998年6月24日  | OVA超能力大戰 原聲音樂專輯                |          |
| 1998年8月21日  | 超能力大戰2012 -大型電玩原聲音樂-         |          |
| 1998年8月21日  | 超能力大戰2012 有聲劇場 VOL.1             |          |
| 1998年9月21日  | 超能力大戰2012 有聲劇場 VOL.2             |          |
| 1999年3月10日  | 超能力大戰2012 ARRANGE SOUND TRAXZUNTATA] | 発売     |

此外，並沒有專輯包含超能力大戰OP『ON THE VERGE OF REVIVAL』PS版本的歌詞，並且該歌曲是唯一有進行更改歌詞的歌曲。

### 小說
- 高城響《超能力大戰》，ASCII，1997年 ISBN 978-4893666550

## 世界設定與登場人物
舞台設定是一種“受社會阻礙的特立獨行者”的類型，由於它具有執行連普通人無法執行的奇蹟的能力，因此遭受了社會迫害（包括人體實驗）並孤立無援，而描述了一個故事。

### 《超能力大戰》劇情與登場人物
在21世紀，人類社擔心超能力者的力量會試圖當單方面管理者。但是，這些超能力者們卻組成了一個超能力大國「諾亞」集團，以贏得自由和安全。但是，不相信自己比人類優越的超能力者的驕傲將逐漸改變他們組織。終於在西元2010年，「諾亞」開始暴走，將企圖以超能力的力量打造出一個理想的住所。
巴恩·格里菲斯（Burn Griffith，聲：真殿光昭（廣播劇CD版：子安武人／OVA版：關智一））
操縱炎的超能力者，本作故事核心人物。美國出身的熱血高中生，頭髮前端梳成鳥冠狀為其商標特徵。得知3年前下落不明的朋友奇斯現在卻是世界上最恐怖的超能力大國「諾亞」的指揮官，並為了阻止他最好的朋友失控而宣戰。
溫蒂·萊安（Wendy Ryan，聲：白石文子）
操縱風的超能力者。澳洲出身的少女。為了尋找姐姐克莉絲，發現克莉絲的實驗室就設在「諾亞」內部。與巴恩見面之後，2人聯手一起對抗「諾亞」。有強烈的行動優先主義。
艾米里歐·米哈伊洛夫（Emilio Michaelov，聲：高山南）
操縱光的超能力者。外貌中性的俄羅斯少年。從小因自己的超能力無法控制，而讓父母慘遭殺害並「無意識地保護自己」摧毀了城市。從此之後，他成為孤兒，並與「諾亞」聯繫，但最後與巴恩聯手一起對抗「諾亞」。背上長著一個會發光且充滿活力的翅膀。
索妮雅（Sonia，聲：白石文子）
操縱電擊的超能力者。從理查·王的研究室誕生的人工生命體，並從王的話中確定姐姐克莉絲的精神灌輸在她的身體裡，但研究過程中發生的事故的詳細原因並沒有透露。儘管她對超能力大國「諾亞」的忠誠已得到了印記，但其忠誠心逐漸轉變成對「諾亞」總帥奇斯的愛。
布拉德·基爾斯垣（Brad Kirsten，聲：中尾隆聖）
操縱重力的超能力者。德國出身的多重人格者。個性溫柔但極度殘忍。當他加入超能力大國「諾亞」時，來通過心靈療法來抑制奇斯的謀殺衝動，但是隨著戰鬥和破壞卻已經成為他的例行公事，這股衝動卻不再被抑制，是由他本人以及奇斯的心靈感應所產生的。
六道玄真（Rikudou Genma，聲：秋元羊介）
使用咒術的「影高野」教派驅魔師。他的法術原本是針對惡魔（和那些沉迷於邪惡的人），並根據影高野的指示，認為超能力的存在將對世界造成威脅，因此以「為了世界的人類」為目的而攻擊超能力者。
蓋茲·艾爾特曼（Gates Oltman，聲：津久井教生）
美軍用對付超能力者的一號機械人。蓋茲·艾爾特曼是提供他身體的人名，妻女都被超能力者殺害，他為了報復自願接受改造。其人類的大腦得以倖存，但身體幾乎都已經機械化。並以「清除超能力者」為優先命令而攻擊超能力者。
理查·王（Richard Wong，聲：真殿光昭）
操縱時間的超能力者。他是香港貿易公司前總裁的私生子，從小就受到家族的虐待。但是，他充分利用了他聰明的頭腦和超能力，讓他的整個家族揭開了序幕，並劫持了公司。長大以後利用其強大的經濟實力和社會影響力計劃利用超能力大國「諾亞」來奪取世界霸權。
奇斯·伊凡斯（Keith Evans，聲：津久井教生）
操縱冰的超能力者。英國青年。他是巴恩的朋友，但有一天突然消失了。此後，他被迫進行人體實驗作為研究超能力的樣本，但在與其他反抗的樣本合作下，只有一個倖存者得以逃脫。後來在逃跑和躲藏期間與理查·王接觸。然後在與他的合作下，成為領導「諾亞」超能力者們的總帥。

### 《超能力大戰2012》劇情與登場人物
在第一次超能力戰爭的兩年後的2012年，超能力者們組成了兩大勢力並進行了一場可怕的戰鬥。其中一個是「新生諾亞」，這個奇斯是在前一場戰爭中倒台之後由奇斯重建的。另一個是由理查·王領導的「軍事超能力部隊」，他在幕後操控「諾亞」。 這兩支部隊之間的戰鬥將再次導致超能力者們加入戰鬥。
麥特（Might，聲：綠川光）
操縱雷的超能力者。輕量級。他過去的記憶幾乎都已消失，只有留下一種追捕其他超能力者的使命感。因此，即使沒有不屬於任何組織，每天過著追捕無差別超能力者的日子，直到遇見派緹之後他的感情起了變化。
派翠西亞·梅耶爾（Patricia Myers，聲：熊井統子）
暱稱「派緹」。操縱聲音的超能力者。輕量級。在尋找母親的旅程中遭到襲擊，但她的歌聲卻打開了麥特的心房。從那之後，與麥特彼此相互吸引，但是2人之間卻各自藏著自己的秘密。
溫蒂·萊安（Wendy Ryan，聲：冰上恭子）
操縱風的超能力者。輕量級。為了尋找失蹤的姐姐克莉絲和巴恩，以及想要知道艾米里歐為什麼會加入王的「軍事超能力部隊」的原因而努力。
灌頂玄信（Kanjou Genshin，聲：糸博）
玄真的師兄，與玄真一樣使用咒術的驅魔師。輕量級。因「影高野」總部的夥伴都遭到超能力者殺害，並救出被超能力者擄走的公主栞而踏上了旅程。
卡羅·貝魯夫隆特（Carlo Belfrond，聲：中村大樹）
操縱水的超能力者。中量級。即使在第一次超能力戰爭之後，他仍然堅信奇斯的哲學，因此他為了尋找奇斯，成立了「新生諾亞」。他對奇斯的信念如此狂熱。因此「新生諾亞」的所有任務都由他負責指揮，並參與修理軍事武器。
雷吉娜·貝魯夫隆特（Regina Belfrond，聲：福島央俐音）
操縱火的超能力者。卡羅的妹妹，「新生諾亞」的成員。她的情緒比哥哥卡羅還要多，對卡羅的事情都視而不見。
蓋茲·艾爾特曼（Gates Oltman，聲：津久井教生）
接收「新生諾亞」命令而戰的機械人。重量級。在上一場戰爭中停止運作後，卡羅將他修復。而且被賦予新的名字「α」，記憶也被刪除，為了妻女向超能力者宣戰。
刹那（Setsuna，聲：酒井哲也）
操縱黑暗的超能力者。中量級。「軍事超能力部隊」的成員，理查·王創造出來的第一個人工超能力者。個性高傲，但由於自己是人工製造的超能力者，因此有很強列的自卑感。儘管他自欺欺人與蓋德都屬於同一支軍隊，但他總是抱持著殺意。
迦迪斯（Gudeath，聲：大友龍三郎）
操縱重力的超能力者。重量級。傭兵超能力者，「新生諾亞」的前成員，後來重返「軍事超能力部隊」。狡猾無情的性格，對王的野心或奇斯的思想不感興趣，只為自己而戰。
艾米里歐·米哈伊洛夫（Emilio Michaelov，聲：高山南）
操縱光的超能力者。輕量級。他在上次的戰爭王救起之後，成為「軍事超能力部隊」的成員。並且被王洗腦，個性轉變為冷酷殘忍的性格，但他的精神狀態非常不穩定，與溫蒂團聚後，他的自我受到了強烈的震動。在遊戲中存在著色彩不一樣、另一種人格的艾米里歐可以讓玩家使用，並且各自有不一樣的聲音。
理查·王（Richard Wong，聲：真殿光昭）
操縱時間的超能力者。中量級。在上一場戰爭中，在巴恩和奇斯的單挑途中，炸毀了「諾亞」的基地並試圖將奇斯殺害但失敗。從那時起，他成為指揮官，率領「軍事超能力部隊」。與前作的設定一樣，他傳播了許多策略，並參與了許多角色的故事。
奇斯·伊凡斯（Keith Evans，聲：津久井教生）
操縱冰的超能力者。中量級。在上一次戰爭中試圖創建一個理想的超能力者家鄉，並試圖阻止與巴恩的單挑，最後「諾亞」在空襲之中被炸毀。他也被巴恩救出，但自己的思想和熱情都已經消失，也失去了「諾亞」總帥的地位。 但是，卡羅希望挽救因迦迪斯的背叛而陷入困境的「諾亞」，重返「新生諾亞」總帥的寶座。
巴恩·格里菲斯（Burn Griffith，聲：真殿光昭）
操縱炎的超能力者。中量級。在上一次戰爭中本來要與奇斯單挑並阻止奇斯的野心，但是在戰鬥中「諾亞」基地被炸毀。最後他將奇斯從倒塌的基地中救出，但伯恩因為用自己盡了所有力量，其肉體被奇斯冷凍保存起來，兩年後終於他醒來與最要好的朋友再度對決。

## 發展
《超能力大戰》由於在遊戲市場獲得好評而得到極簡的地位，因此沒有替換日語配音或J-POP開頭歌曲；相反的，該作品只有在過場動畫中添加了字幕。

## 評價
在日本，Game Machine在1996年6月1日將《超能力大戰》列為年度第三大最成功的街機遊戲。

## 外部連結
- 超能力大戰2012（NESiCAxLive版）官方頁面 （页面存档备份，存于） （日語）
- 超能力大戰2012 復刻版 （日語）
- 超能力大戰2 史克威爾艾尼克斯 （页面存档备份，存于） （日語）
- 超能力大戰 ～Psychic Force～（動畫）在動畫新聞網百科全書中的資料（英文） （英文）